# Simon Henwood
Simon Henwood (Portsmouth, 31 de Março de 1965) é um escritor e diretor criativo britânico. Henwood destacou-se a partir da altura em que começou a escrever livros para adolescentes. Dirigiu ainda o vídeo musical para "Love Lockdown" por Kanye West, e foi o diretor criativo de todo o processo do álbum Rated R por Rihanna.

### Livros infantis
Como autor
- The Clock Shop (ISBN 978-0-374-31380-7, 1989), publicado por Farrar, Straus and Giroux[2]
- A Piece of Luck (ISBN 978-0-374-35925-6, 1990), publicado por Farrar, Straus and Giroux[3]
- The Troubled Village (ISBN 978-0-935008-10-4, 1991), publicado por Farrar, Straus and Giroux[4]
- The Hidden Jungle (ISBN 978-0-374-33070-5, 1992), publicado por Farrar, Straus and Giroux[5]

Como ilustrador
- The King Who Sneezed de Angela McAllister (ISBN 978-0-688-08327-4, 1988), publicado por William Morrow and Company[6]
- The View de Harry Yoaker (ISBN 978-0-416-16312-4, 1991), publicado por Methuen[7]

### Livros de arte
- White Kitten (ISBN 978-1-902053-04-2, 2000), publicado por Arts & Commerce[8]
- Kido (2005), publicado por Funny Bones Editions[9]
- Rihanna: The Last Girl on Earth (ISBN 978-0-8478-3510-2, 2010), publicado por Rizzoli[10]

## Vídeos musicais
2002
- "You Were Right" - Badly Drawn Boy

2003
- "Dude Descending a Staircase" - Apollo 440

2005
- "If We're in Love" - Róisín Murphy
- "Sow into You" - Róisín Murphy
- "Heard Somebody Say" - Devendra Banhart

2006
- "Hande Yener" - Kelepçe
- "Valentine" - Delays
- "Hideaways" - Delays
- "Headlock" - Imogen Heap

2008
- "Love Lockdown" - Kanye West